# 다나카 유야
다나카 유야(일본어: 田中 悠也, 2000년 5월 10일~)는 일본의 축구 선수이다.

## 구단 경력
그는 2019년 J3리그의 기라반츠 기타큐슈에 입단했다. 2019년 J3리그 우승으로 J2리그로 승격했다. 2021년후 J3리그에 강등했다.